# DDG (プロレス興行)
DDG (ディー・ディー・ジー)は、DDTプロレスリングとDRAGON GATEの合同で開催したプロレス興行。

## DDG -Dramatic Dream Gate-
- 開催日 : 2007年4月18日
- 会場 : 新宿FACE
- 観客 : 824人
- 試合結果

第1試合 6人タッグマッチ
○吉野正人、土井成樹、堀口元気 (14分19秒 ソル・ナシエンテ) マサ高梨×、柿本大地、諸橋晴也
第2試合 タッグマッチ
△ゴージャス松野、高木三四郎 (17分52秒 市川のジャーマンが崩れダブルフォール) ストーカー市川Z△、ドン・フジイ
第3試合 3WAYタッグマッチ
○望月魔蛇晃、ポイズン澤田JULIE (9分57秒 真・最強蛇イキック) マッスル坂井×、アントーニオ本多
もう1組は新井健一郎、岩佐拓
第4試合 シングルマッチ
○飯伏幸太 (12分21秒 フェニックススプラッシュ) B×Bハルク×
セミファイナル スペシャルシングルマッチ
○CIMA (9分14秒 シュバイン) 男色ディーノ×
メインイベント 6人タッグマッチ
○HARASHIMA、MIKAMI、KUDO (19分58秒 蒼魔刀) マット・サイダル×、横須賀享、斎藤了

## DDGリターンズ
- 開催日 : 2008年4月6日
- 会場 : 後楽園ホール
- 観衆 : 2000人
- 試合結果

ダークマッチ
○シーサーBOY、超神龍 (8分56秒 ムーンサルトプレス) 佐々木大輔、安部行洋×
第1試合 タッグマッチ
○中澤原マイケル、松永智充 (8分42秒 ネバー・セイ・マイケル・ネバー・アゲイン) 戸澤アキラ×、菊タロー
第2試合 スペシャルシングルマッチ
×ゴージャス松野 with 高木三四郎 (19分35秒 同時タオル投入、両者TKO) "ハリウッド"ストーカー市川× with CIMA
第3試合 タッグマッチ
○KUDO、ヤス・ウラノ (15分22秒 ジャックナイフ) 横須賀享、アンソニー・W・森×
第4試合 シングルマッチ
×男色ディーノ (5分52秒 ディープキス) 望月成晃○
第5試合 トリプルスレッドタッグマッチ
×ポイズン澤田JULIE、斎藤了 (13分2秒 ナイスジャーマン) MIKAMI、ドン・フジイ○
もう一組は、新井健一郎、タノムサク鳥羽
第6試合 6人タッグマッチ
HARASHIMA、飯伏幸太、×アントーニオ本多 (20分37秒 パイナップルボンバー) B×Bハルク、鷹木信悟、サイバー・コング○

## 帰ってきたDDGリターンズ
- 日時 : 2012年6月5日
- 会場 : 東成区民センター
- 観衆 : 501人
- 試合結果

スペシャルダークマッチ エニウェアフォールマッチ
ドン・マイケル (230分50秒までは確認 おそらく現在も継続中かは不明) "ハリウッド"ストーカー市川
特別レフェリー：ゴージャス松野
オープニングマッチ
○高木三四郎、高尾蒼馬 (10分04秒 シットダウンひまわりボム) 望月成晃、琴香×
第2試合
○マサ高梨、大家健 (9分31秒 タカタニック) スペル・シーサー、シーサーBOY×
第3試合 男色ランブル
○ドン・フジイ (14分47秒 首固め ※男色ドライバーを切り返す) 男色ディーノ×
出場者:アントーニオ本多、ゴージャス松野、斉藤"ジミー"了、リッチ・スワン
第4試合 30分一本勝負
ケニー・オメガ、×石井慧介 (15分23秒 ギャラリア) 鷹木信悟、YAMATO○
セミファイナル
×飯伏幸太 (16分52秒 ファーストフラッシュ) B×Bハルク○
メインイベント
HARASHIMA、KUDO、入江茂弘、○望月成晃 
(3分 レフェリー暴行による反則負け) サイバー・コング、谷崎なおき、Kzy、問題龍×
ボーナストラック
高木三四郎、望月成晃、○HARASHIMA、KUDO、入江茂弘 
(12分10秒 蒼魔刀) 戸澤陽、サイバー・コング、谷崎なおき、Kzy×、問題龍